# Іштван Бетлен (князь)
Іштван Бетлен (угор. Bethlen István; 1582 — 23 грудня 1648) — князь Трансильванії з 28 вересня до 26 листопада 1630 року (як Іштван III).

## Життєпис
Походив з угорського шляхетного роду Бетленів. Син надкапітана Фаркаша Бетлена і Друзіни Лазар. Народився 1582 року. Рано осиротів. Разом з братом Габором виховувався вуйком Андрашом Лазарем, капітаном секеїв. Здобув лише початкову освіту.
Його кар'єрі сприяло піднесення брата Габора, який у 1613 році став великим князем Трансильванії. Вже 1616 року отримав Хустський замок та став воєводою жупи Хунедоара, 1618 року — власником замку Корвінів та головним капітаном придворної кінноти, 1622 року — очільником (надішпаном) Мармароського повіту. За відсутності брата здійснював управління Трансильванією.
1626 року призначається воєводою Трансильванії. Також разом з радою з 12 магнатів повинен був допомагати дружині Габора Бетлена після його смерті. Після смерті брата 1629 року розпочав боротьбу за регентство з його вдовою Катериною Бранденбурзькою. В ній вирішив спиратися на Дйордя Ракоці, головного капітана Верхньої Угорщини.
28 вересня на сеймі в Коложварі Іштвана Бетлена було оголошено князем Трансильванії. Втім уряд османської імперії не підтримав Бетлена. Рішення було передано до Катерини Бранденбурзької, яка підтримала кандидатуру Ракоці. Останнього було обрано князем 1 грудня 1630 року. На бік Дйордя Ракоці перейшли гайдуки й секеї. Тому Іштван Бетлен не наважився на спротив.
У 1636 році Іштван вирішив скористатися напруженими відносинами між Ракоці і Портою, запропонувавши Насугпашазаде Гусейн-паші, очільнику Будійського еялету, повалити Дйордя Ракоці. Проте Бетлен і паша у битві біля Салонти зазнали поразки. Внаслідок цього османи відступили, а Бетлен вимушений був замиритися з трансильванським князем. Після цього зберігав мир до своєї смерті 1648 року.

## Родина
1. Дружина — Криштіна, донька Габора Чакі.
Діти:
- Габор
- Іштван (1606—1633), верховний єпископ графства Біхор, капітан Варада
- Петер (д/н — 1646), архієпископ Марамурешу
- Каталін, дружина Давида Золіомі. біхарського іштвана
- Анна, дружина: 1) Самуеля Гюлаффі (їхня донька стала матір'ю Імре Текелі); 2) Іштвана Куна.
- Друзіна, дружина Ференца Редея, князя Трансильванії
- Фаркаш

2. Дружина — Каталіна Каролій.
Дітей не було.